# Мито (Ибараки)
Мито́ (яп. 水戸市 Мито-си) — особый город Японии, расположенный в префектуре Ибараки.

## География
Город Мито расположен в восточной части острова Хонсю, в префектуре Ибараки региона Канто, в 140 километрах к северо-востоку от Токио. Административный центр префектуры Ибараки. Площадь города составляет 217,43 км², население — 270 801 человек (1 августа 2014), плотность населения — 1245,46 чел./км².

## Экономика
В городе Мито развиты текстильная и табачная промышленность. Здесь находится Университет Ибараки. Мито является крупным железнодорожным узлом.

## История
Замок в Мито построен в XII столетии, в 1609 году его захватила ветвь рода Токугава, правивших в княжестве Мито.
В конце XVI века в городе Мито сложилась конфуцианско-националистическая школа учёных Митогаку которая, путём своего влияния на владетельных князей, в значительной степени определяла политику Японии того времени.

## Достопримечательности
Интересными для гостей города Мито является Кайраку-эн, один из Трёх знаменитых парков Японии, а также городской замок с прилегающим парком.

## Города-побратимы
- Цуруга, Япония (1964)
- Хиконе, Япония (1968)
- Такамацу, Япония (1974)
- Анахайм, США (1976)
- Чунцин, Китай (2000)

## Персоны
В городе Мито родились:
- Ёкояма Тайкан — художник;
- Хитатияма Таниэмон — знаменитый борец сумо;
- Такэо Курита — адмирал флота;
- Киндзи Фукасаку — кинорежиссёр и сценарист;
- Тацуо Иваками — вокалист j-rock группы MUCC
- Юко Судзухана — певица, композитор, поэтесса и пианистка, более известная как лидер группы Wagakki Band